# مانيش الرأس الأحمر

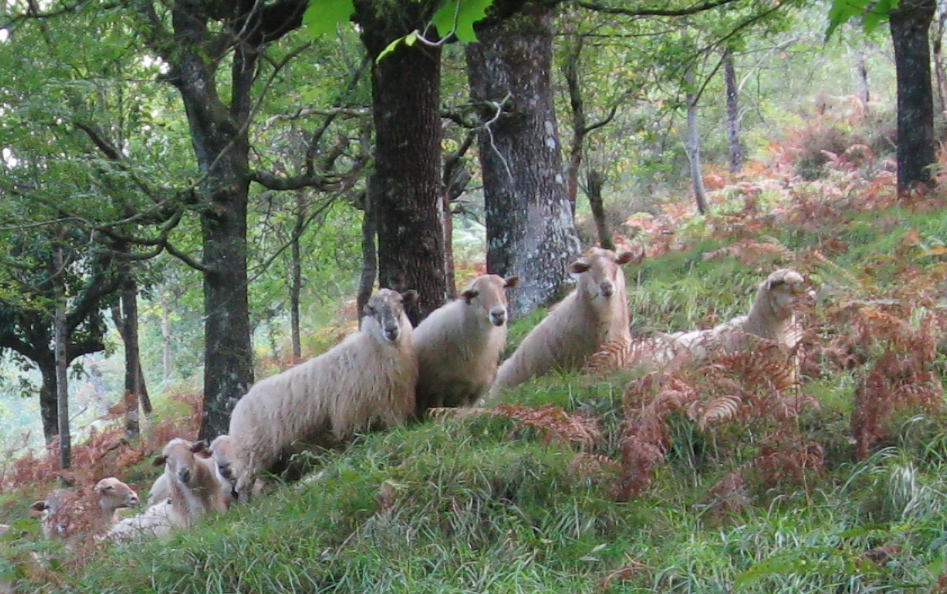
قطيع من سلالة مانيش الرأس الأحمر

مانيش الرأس الأحمر (بالفرنسية: Manech tête rousse)‏ هي سلالة غنم فرنسية ببلاد الباسك. أصلها مجهول، لكن من المعلوم أنها موجودة منذ القدم بهذه المنطقة على المنحدرات. نعاج هذه السلالة هي أكبر منتج للحليب بالبرانس، والذي يستعمل في صناعة الجبن (أوسو-اٍيراتي)

## الخصائص
- صوف أبيض متدلي.
- رأس وأرجل حمراء اللون.
- متأقلمة مع نمط الانتجاع.
- طولها حوالي 60 سم.
- يزن الكبش 70 كغ والنعجة 45 اٍلى 50 كغ.